# Dynamos Football Club
El Dynamos Football Club és un club zimbabuès de futbol de la ciutat d'Harare.

## Història
El club va ser fundat el 1963 per Sam Dauya. La seva intenció era fundar el seu propi club per a la població negra de Rhodesia, després que nasqués un club exclusiu per la població blanca el 1962. Dauya agafà jugadors de dos clubs desapareguts de jugadors negres, el Salisbury City i el Salisbury United. El club s'anomenà en el passat St. Paul's FC.

## Palmarès
- Lliga zimbabuesa de futbol[2]
  - 1963, 1965, 1966, 1970, 1976, 1978, 1980, 1981, 1982, 1983, 1985, 1986, 1989, 1991, 1994, 1995, 1997, 2007

- Copa zimbabuesa de futbol[3]
  - 1985, 1988, 1989, 1996, 2007

- Trofeu de la Independència de Zimbàbue[3]
  - 1983, 1990, 1995, 1998, 2004

- Charity Shield de Zimbabwe[3]
  - 2002

- OK Woza Bhora[3]
  - 2004

- Lliga de Campions de la CAF
  - Finalista el 1998

## Jugadors destacats
- Marcos
- Sunday "Mhofu" Chidzambwa
- Simon Chuma
- Tichaona Diya
- Tafadza Dube
- Daniel Million
- Memory Mucherahowa
- Sam Mutenheri
- Sebastian Mutizirwa
- Vitalis "Digital" Takawira
- Leonard Tsipa
- Claudius Zviripayi

## Entrenadors destacats
- Luke Masomere
- Keegan Mumba
- Moses "Bambo" Chunga
- Sunday "Mhofu" (Marimo) Chidzambwa
- Clemens Westerhof
- Peter Fanuel
- Reinhard Fabisch